# Lock Up
Lock Up är ett band bildat av basisten Shane Embury (Napalm Death), sångaren Peter Tägtgren (Hypocrisy), gitarristen Jesse Pintado (ex-Napalm Death, Terrorizer co-founder) och Nicholas Barker (ex-Cradle of Filth, ex-Dimmu Borgir) på trummor. De gav ut Pleasures Pave Sewers 1999 och 2002 kom Hate Breeds Suffering med Tomas Lindberg (ex-At the Gates) som ny sångare. Bandets tredje album, Necropolis Transparent, spelades in under november och december 2010 i HVR Studios i Ipswich, England. Albumet släpptes 1 juli 2011 i Europa och 12 juli i Nordamerika.

## Bandmedlemmar
Nuvarande medlemmar
- Shane Embury – basgitarr (1998–)
- Nicholas Barker – trummor (1998–)
- Anton Reisenegger – gitarr (2006–)
- Kevin Sharp – sång (2014–)

Tidigare medlemmar
- Peter Tägtgren – sång (1998–2002)
- Jesse Pintado – gitarr (1998–2006)
- Tomas Lindberg – sång (2002–2014)

Turnerande medlemmar
- Barry Savage – gitarr (2002)
- Danny Liker – basgitarr (2012)

## Diskografi
Studioalbum
- Pleasures Pave Sewers (1999)
- Hate Breeds Suffering (2002)
- Necropolis Transparent (2011)

Livealbum
- プレイ・ファスト・オア・ダイ (Play Fast Or Die) - Live in Japan (2005)

Singlar/EP
- Thus The Beast Decapitated / Siberian (delad EP med Misery Index) (2011)
- "Infinite In Its Nothingness" (2013)

Samlingsalbum
- Violent Reprisal (2007)